# Грин, Уорд
Уорд Грин (англ. Ward Greene, 23 декабря 1892 года, Ашвилл, Северная Каролина, США — 22 января 1956 года, Гавана, Куба) — американский писатель, художник-мультипликатор, журналист, драматург и генеральный менеджер издательской компании «King Features Syndicate». Он известен тем, что руководил работами Алекса Рэймонда и других писателей и художников в «King Features Syndicate», а также писал комикс «Рипа Кирби» с 1946 года до своей смерти.
Грин автор рассказа «Счастливый Дэн, свист собаке» для «Cosmopolitan» в 1945 году, и эта история легла в основу мультфильма Уолта Диснея «Леди и бродяга» 1955 года. Грин также автор комикса «Шалун» (англ. Scamp) о похождениях щенка Леди и Бродяги из мультфильма Уолта Диснея «Леди и бродяга» с 1955 по 1956 год.

## Биография
Уорд Грин родился 23 декабря 1892 году в Ашвилле, штат Северная Каролина. Одним из его предков был генерал Натаниэль Грин из Континентальной армии, один из самых одаренных и доверенных офицеров Джорджа Вашингтона.
Грин вырос в Атланте, штат Джорджия, а затем посещал «Севани: Университет Юга».
Его первая работа была в 1913 году для газеты «The Atlanta Journal» в качестве помощника спортивного редактора. Проработав в «The Atlanta Journal» десять лет, он перешёл от спортивной к полицейской тематики, чтобы наконец стать звёздным репортёром газеты. Он освещал процесс и последующее линчевание по ложному обвинению Лео Франка после убийства Мэри Фэган в 1913 году. После пребывания в «New-York Tribune» в 1917 году, в 1918—1919 годах он отправился на поля сражений Франции, чтобы освещать Великую войну для «The Atlanta Journal».
Грин присоединился к «Hearst Corporation» в 1920 году, стал автором и редактором раздела журнала в 1925 году, а в 1946 году стал исполнительным редактором и генеральным менеджером.
Он писал статьи для «The American Mercury» с 1925 по 1931 год. Его первый роман, «Кора Поттс», был опубликован в 1929 году. В 1936 году Грин написал роман «Смерть на глубоком юге», который представлял собой выдуманный рассказ о деле Лео Франка. Рецензент Уильям Роуз Бенет писал о «Смерти на глубоком юге»: «С поразительной ясностью раскрывает, как работает закон и как работает пресса после особенно ужасного и жестокого убийства». По этому роману был снят фильм «Они не забудут» в 1937 году.
«Счастливый Дэн, свист собаке» Грина написанный в 1945 году, лег в основу анимационного фильма Уолт Диснея «Леди и бродяга», выпущенного в 1955 году. После популярности мультфильма, издательская компания «King Features Syndicate» выпустила серию комиксов «Шалун» (англ. Scamp), написанный Грином и проиллюстрированный Диком Мурсом. Сюжет комикса был о похождениях щенка Леди и Бродяги. Комиксы издавались с 1955 по 1988 год.
Грин также писал под псевдонимами Фрэнк Дадли и Джин Грин.
В последние годы жизни проживал в Вествуде, штат Нью-Джерси. Скончался Уорд Грин 22 января 1956 года в Гаване, Куба, от отёка легких, вызванного пневмонией, по пути на семейный отдых в Калифорнию.

### Книги
- Кора Поттс: Путешествие паломника . Накидка, 1929 г.
- Поездка в кошмар 1930. Repr. как жизнь и любовь современного господина Синей Бороды. Эйвон, 1930 г.
- Больше не плачь . Смит, 1932 г.
- (как Фрэнк Дадли) Убийства в отеле Гаваны. Хоутон Миффлин, 1936 г.
- Смерть на глубоком юге . Эйвон, 1936 г.
- Королевская кобра . Кэррик, 1940 г.
- Маршрут 28 . Даблдэй, 1940 г.
- Чего они не знают: роман . Рэндом Хаус, 1944 г.
- (как Жан Грин). Забывчивый Слоник . Маккей, 1945 г.
- Звездные Репортеры и 34 их рассказов . Рэндом Хаус, 1948 г.
- Леди и Бродяга: История двух собак . Саймон, 1953 г.
- (с Алексом Рэймондом) Рип Кирби: Первый современный детектив. Полные комиксы 1948—1951 гг. . IDW Publishing, 2012 г.

### Статьи и рассказы
- «Jelly Bean из Джорджии?» [интервью с Ф. Скоттом Фицджеральдом ]. 1923 г. Беседы с Ф. Скоттом Фицджеральдом, изд. Мэтью Дж. Брукколи и Джудит С. Боугман, УП Миссисипи, 2004 г., стр. 40-42
- «Записки по истории клана». Американский Меркурий Июнь 1925 г., стр. 240-43.
- «Мальчик к чаю». Американский Меркурий Июнь 1930 г., стр. 223-27. Repr. Журнал Ellery Queen’s Mystery, июль 1954 г., стр. 76-81
- «Штамп.» Американский Меркурий Январь 1930 г., стр. 109-12.
- «Караван в Мекку». Американский Меркурий, март 1931 г., стр. 353-60
- «Счастливый Дэн, свист собаке». Космополит, февраль 1945 г., стр. 19-21

### Пьесы
- «Дорогая» Prod. Playhouse, Деннис, Массачусетс, 1938 г. Prod. Театр на вершине холма, Элликотт-Сити, штат Мэриленд, 1940-41 гг.